# Le silence de la forêt
Le Silence de la Forêt (tdl. ‘El silencio del bosque’), es una película dramática de 2003 realizada entre República Centroafricana y Camerún dirigida por Bassek Ba Kobhio y Didier Ouenangare. Históricamente es el primer largometraje del Cine de la República Centroafricana. También fue coproducida entre Gabón y Camerún. Está adaptada a partir de una novela escrita por Étienne Goyémidé con el mismo título. Se basó en el grupo étnico minoritario de pigmeos africanos y también es la primera película que aborda de manera significativa el racismo de los africanos modernos hacia los indígenas africanos Biaka.

## Sinopsis
Gonaba (Eriq Ebouaney), un inspector regional de educación en la República Centroafricana se siente frustrado y desanimado después de trabajar en un régimen militar durante más de una década. Pronto se interesa en defender a un grupo étnico tribal indígena llamado Baaka, que generalmente es ignorado y maltratado en la sociedad y cuya existencia a menudo se ve amenazada por la urbanización y el desarrollo económico.

## Elenco
- Eriq Ebouaney como Gonaba
- Nadège Beausson-Diagne como Simone
- Sonia Zembourou como Kali
- Philippe Mory como prefecto

## Producción
El cineasta residente en la República Centroafricana Didier Ouenangare se anunció inicialmente como único director de la película, en su debut como director, a la edad de 50 años. Sin embargo, el director camerunés Bassek Ba Kobhio se unió al proyecto y se hizo cargo del aspecto técnico del rodaje, convirtiéndose finalmente en el director principal, mientras que Didier pasó a ser su codirector. Ambos acordaron trabajar juntos, con financiación recibida en gran medida por Camerún y Gabón. La película se realizó en la República Centroafricana en un momento en que el país enfrentaba una crisis económica y el golpe militar de 2003. Se reveló que Didier recibió una subvención de 50000 FF de la Agence intergouvernmentale de la francophonie durante el Festival de Cine de Amiens.
La mayoría de los miembros del elenco y técnicos para el proceso de filmación fueron reclutados de países vecinos como Camerún y Gabón. El actor camerunés Eriq Ebouaney, interpretó el papel principal y tuvo que aprender el idioma sango, uno de los idiomas oficiales de la República Centroafricana. El veterano compositor camerunés Manu Dibango participó en la partitura de la película. El director de cine Didier también recibió oposición y críticas por no elegir centroafricanos para trabajar en la película.

## Lanzamiento
El estreno en cines de la República Centroafricana se interrumpió ya que el único cine del país estaba cerrado en ese momento. La película fue seleccionada oficialmente para ser proyectada en algunos festivales de cine y obtuvo críticas generalmente positivas de los críticos. Se estrenó en la sección Planet Africa del Festival Internacional de Cine de Toronto de 2003. También fue seleccionada para ser proyectada como parte de la sección Quincena de Realizadores del Festival Internacional de Cine de Cannes de 2003. También recibió una mención especial en el Festival International du Film Francophone de Namur (FIFF) de 2003.